# Cuiry-Housse
Cuiry-Housse ist eine französische Gemeinde mit 102 Einwohnern (Stand: 1. Januar 2022) im Département Aisne in der Region Hauts-de-France (frühere Region: Picardie). Sie gehört zum Arrondissement Soissons und zum Kanton Villers-Cotterêts.

## Geographie
Die Gemeinde Cuiry-Housse liegt am Oberlauf des Baches Murton, der über die Muze in die Vesle abfließt, rund 14 Kilometer südöstlich von Soissons und 41 Kilometer westlich von Reims. Nachbargemeinden von Cuiry-Housse sind Lesges im Norden, Jouaignes im Osten, Arcy-Sainte-Restitue im Süden und Maast-et-Violaine im Westen.

## Bevölkerungsentwicklung
| Jahr                       | 1962 | 1968 | 1975 | 1982 | 1990 | 1999 | 2006 | 2012 | 2021 |
| Einwohner                  | 176  | 155  | 143  | 117  | 99   | 110  | 108  | 112  | 101  |
| Quellen: Cassini und INSEE |      |      |      |      |      |      |      |      |      |

## Sehenswürdigkeiten
- Kirche Saint-Martin aus dem 12. bis 14. Jahrhundert, 1920 als Monument historique klassifiziert (Base Mérimée PA00115644)